# Eutizio di Ferento
Eutizio di Ferento (latino: Eutychius; Ferento, III secolo – Ferento, 15 maggio 270 circa) fu un cristiano della città di Ferento, dove venne martirizzato nel 270 ca. durante la persecuzione voluta dall'imperatore romano Aureliano. Tutte le chiese cristiane lo considerano santo.

## Biografia
Secondo alcune fonti storiche, sant'Eutizio sarebbe nato a Ferento, antica cittadina nei pressi di Viterbo, verso l'anno 250, e alla giovanissima età di 19 anni sarebbe stato già presbytere (parroco) nella stessa Ferento, consacrato dal vescovo Dionisio.
Sfuggito all'agguato tesogli da Trasone, magistrato romano di Falerii, durante il quale fu catturata la sua allieva santa Felicissima, si recò sul rio Purgatorio, presso Falerii Novi, proprio per celebrare il funerale di quest'ultima e di san Gratiliano e per benedire le due salme.
Tuttavia, sulla via del ritorno, addentratosi nella Selva Cimina, fu sorpreso e arrestato dagli uomini di Trasone. Grazie all'intervento di Massimo, padre di san Gratiliano e amico di Trasone, egli venne liberato dopo pochi giorni di prigione e poté tornare a Ferento. Secondo altre fonti, invece, concordi con la cattura del santo dopo i funerali dei due martiri, Eutizio non venne liberato, nonostante i tentativi di aiuto del vescovo Dionisio.
La morte viene datata 15 maggio, per decapitazione, dopo innumerevoli tormenti. Attesa la notte, il corpo e la testa vennero recuperate dai fedeli del santo e il vescovo ne curò la sepoltura, avvenuta in alcune catacombe situate a quindici miglia circa da Ferento, nei territori dell'attuale Soriano nel Cimino. Dopo la pace costantiniana, la salma venne posta in una cassa marmorea e sul sepolcro venne costruita una chiesa. Intorno ad essa si sviluppò in seguito la frazione di Sant'Eutizio.

## Il culto e il santuario
Il culto di Eutizio si diffuse presto in tutto il Lazio: molti comuni hanno eretto chiese e cappelle in suo onore, Soriano nel Cimino e Carbognano lo celebrano come patrono. Nel 1244 papa Innocenzo IV affidò la custodia della chiesa di Sant'Eutizio ai benedettini, che vi rimasero fino al 1400. La chiesa cadde poi in rovina, ma, nel 1496, durante la sua ricostruzione, fu ritrovato un sarcofago marmoreo con ossa corrose e, dalle notizie contenute nella passio, si dedusse che si trattava del corpo di Eutizio.
Nel settimo secolo fu creata la Confraternita di Sant'Eutizio e nel 1744 la chiesa fu affidata a San Paolo della Croce, che vi costruì un ritiro per i suoi Passionisti. Questi la conservano tuttora e l'hanno resa imponente con nuove costruzioni e opere sociali, rendendola un insigne santuario, meta di numerosi pellegrinaggi.

### Folclore
Intorno a metà maggio, a Soriano nel Cimino e nelle sue frazioni si tengono celebrazioni in onore del santo, le quali culminano nella data del 15 maggio. Alle ore 8 del mattino, infatti, la sveglia viene data con gli spari dei "Botti Oscuri", mentre la sera si svolge una solenne processione con il trasporto della statua del santo, effettuato dai Facchini di Sant'Eutizio e accompagnata dalla banda musicale, dalle confraternite e dai fedeli.
Nei giorni precedenti e in quelli successivi si svolgono numerose iniziative: gare, esibizioni del coro polifonico, della banda musicale locale, dei locali gruppi storico-medioevali sbandieratori, spadaccini e musici, pellegrinaggio al santuario, spettacoli di vario genere, tombola e fuochi d'artificio.
A Carbognano, invece, si tiene un'unica processione in onore dei due patroni, sant'Eutizio e san Filippo Neri, il 26 maggio, durante le feste patronali.

## Il miracolo del grano e la manna
Tra i miracoli attribuiti ad Eutizio, vi è la manna, di cui si parla già nella passio del santo; si dice che essa sgorgasse dalla "pietra di Sant'Eutizio" come un liquido biancastro o vermiglio, il cui uso avrebbe operato guarigioni miracolose. La pietra si trova tuttora presso il sepolcro del santo.
Presso Carbognano, poi, si narra del "miracolo del grano": un giorno il santo, passeggiando per i dintorni del paese, avrebbe notato un contadino intento ad arare un campo per poi seminarvi del grano. I buoi, stanchi del lavoro e fiacchi per la fame, smisero di tirare e si rifiutarono di tirare innanzi l'aratro, facendo arrabbiare non poco il contadino. Eutizio, allora, si fermò e, recitate alcune preghiere, prese dei semi e li gettò in terra. Questi germogliarono e crebbero all'istante, cosicché i buoi poterono sfamarsi e portare a termine il lavoro.
A seguito di ciò, nell'iconografia Eutizio, che è rappresentato generalmente con le vesti sacerdotali, viene talvolta dipinto, così come nell'antico sigillo e nello stemma di Carbognano, con un mazzo di spighe nelle mani.

## Testimonianze storiche
Tre secoli dopo la morte del santo, san Gregorio Magno scrive del vescovo di Ferento Redento, il quale, trovandosi un giorno in visita pastorale nella diocesi, pervenit ad ecclesiam beati martyris Eutychii (pervenne alla chiesa del beato martire Eutizio), e volle passare la notte iuxta sepulcrum martvris (presso il sepolcro del martire).